# Награде Брит
Награде Брит (енгл. Brit Awards), такође стилизовано као БРИТ, представљају музичке награде које се додељују у Уједињеном Краљевству. Додељује их Британска фонографска индустрија од 1977. године. Убедљиви рекордер са највише награда је Роби Вилијамс (18).

## Категорије
Тренутно се додељује 11 категорија Брит награде:
- Албум године
- Сингл године
- Продуцент године
- Најбољи британски мушки извођач
- Најбољи британски женски извођач
- Најбоља британска група
- Најбољи нови извођач
- Категорија избора критичара
- Међународни мушки извођач
- Међународни женски извођач
- Међународна група